# Picabo Street
Picabo Street, född 3 april 1971, är en amerikansk före detta alpin skidåkare. 
Street gjorde sin första av totalt 88 världscupstarter 1992 och vann totalt nio tävlingar, alla i störtlopp. Street vann även OS-guld i super-G vid OS 1998. Dessutom vann hon VM-guld i störtlopp vid VM 1996.

## Världscupen
Streets pallplatser i världscupen.
| Placering | Datum             | Plats                  | Disciplin |
| --------- | ----------------- | ---------------------- | --------- |
| 2         | 13 mars, 1993     | Kvitfjell              | Störtlopp |
| 1         | 9 december, 1994  | Lake Louise            | Störtlopp |
| 3         | 11 december, 1994 | Lake Louise            | Super G   |
| 2         | 14 januari, 1995  | Garmisch-Partenkirchen | Super G   |
| 2         | 20 januari, 1995  | Cortina d'Ampezzo      | Störtlopp |
| 1         | 22 januari, 1995  | Cortina d'Ampezzo      | Störtlopp |
| 1         | 17 februari, 1995 | Åre                    | Störtlopp |
| 1         | 5 mars, 1995      | Saalbach               | Störtlopp |
| 1         | 11 mars, 1995     | Lenzerheide            | Störtlopp |
| 1         | 15 mars, 1995     | Bormio                 | Störtlopp |
| 1         | 3 december, 1995  | Lake Louise            | Störtlopp |
| 3         | 16 december, 1995 | St Anton               | Störtlopp |
| 1         | 19 januari, 1996  | Cortina d'Ampezzo      | Störtlopp |
| 1         | 20 januari, 1996  | Cortina d'Ampezzo      | Störtlopp |
| 2         | 3 februari, 1996  | Val d'Isere            | Störtlopp |
| 1         | 29 februari, 1996 | Narvik                 | Störtlopp |
| 2         | 1 mars, 1996      | Narvik                 | Störtlopp |

## Olympiska spelen
Streets placeringar i de olympiska spelen.
| Placering | Datum             | Plats          | Disciplin |
| --------- | ----------------- | -------------- | --------- |
| 2         | 19 februari, 1994 | Lillehammer    | Störtlopp |
| 1         | 11 februari, 1998 | Nagano         | Super G   |
| 6         | 16 februari, 1998 | Nagano         | Störtlopp |
| 16        | 12 februari, 2002 | Salt Lake City | Störtlopp |